# Crazy Little Thing Called Love
Crazy Little Thing Called Love is een nummer van Queen, geschreven door Freddie Mercury. Het nummer is eind 1979 uitgegeven op single en is afkomstig van het album The Game uit 1980. Het is tevens terug te vinden op het verzamelalbum Greatest Hits I uit 1981.

## Achtergrond
De plaat werd wereldwijd een grote hit, en bereikte in meerdere landen de nummer 1-positie.
In Queens thuisland het Verenigd Koninkrijk werd de tweede positie bereikt in de UK Singles Chart. Ook in Ierland en Nieuw-Zeeland werd de tweede positie bereikt, in de VS, Canada en Australië werd de nummer 1-positie behaald. In Zuid-Afrika de derde, Zwitserland de vijfde, Oostenrijk de negende en Duitsland de 13e positie.
In Nederland werd de plaat door dj's Frits Spits en Tom Mulder regelmatig gedraaid op Hilversum 3 en werd een gigantische hit in de destijds drie landelijke hitlijsten op de nationale publieke popzender. De plaat bereikte de nummer 1-positie in zowel de Nederlandse Top 40, Nationale Hitparade en de TROS Top 50. Ook in de Europese hitlijst op Hilversum 3, de TROS Europarade, werd de nummer 1-positie behaald.
In België bereikte de plaat de derde positie in de voorloper van de Vlaamse Ultratop 50 en piekte op de tweede positie in de Vlaamse Radio 2 Top 30. In Wallonië werd géén notering behaald. 
De plaat was voor John Lennon inspiratie om weer muziek te gaan maken.
Op het Freddie Mercury Tribute Concert op Tweede Paasdag 20 april 1992, werd dit nummer vertolkt door Robert Plant. Verschillende artiesten hebben het nummer gecoverd, waaronder Diana Ross, Dwight Yoakam, McFly en Michael Bublé.
Sinds de allereerste editie in december 1999 staat de plaat onafgebroken genoteerd in de jaarlijkse NPO Radio 2 Top 2000 van de Nederlandse publieke radiozender NPO Radio 2, met als hoogste notering een 364e positie in 2018.

## Hitnoteringen

### Nederlandse Top 40
| "Crazy Little Thing Called Love" in de Nederlandse Top 40 binnen 27-10-1979 | "Crazy Little Thing Called Love" in de Nederlandse Top 40 binnen 27-10-1979 | "Crazy Little Thing Called Love" in de Nederlandse Top 40 binnen 27-10-1979 | "Crazy Little Thing Called Love" in de Nederlandse Top 40 binnen 27-10-1979 | "Crazy Little Thing Called Love" in de Nederlandse Top 40 binnen 27-10-1979 | "Crazy Little Thing Called Love" in de Nederlandse Top 40 binnen 27-10-1979 | "Crazy Little Thing Called Love" in de Nederlandse Top 40 binnen 27-10-1979 | "Crazy Little Thing Called Love" in de Nederlandse Top 40 binnen 27-10-1979 | "Crazy Little Thing Called Love" in de Nederlandse Top 40 binnen 27-10-1979 | "Crazy Little Thing Called Love" in de Nederlandse Top 40 binnen 27-10-1979 | "Crazy Little Thing Called Love" in de Nederlandse Top 40 binnen 27-10-1979 | "Crazy Little Thing Called Love" in de Nederlandse Top 40 binnen 27-10-1979 | "Crazy Little Thing Called Love" in de Nederlandse Top 40 binnen 27-10-1979 | "Crazy Little Thing Called Love" in de Nederlandse Top 40 binnen 27-10-1979 | "Crazy Little Thing Called Love" in de Nederlandse Top 40 binnen 27-10-1979 |
| Week                                                                        | 1                                                                           | 2                                                                           | 3                                                                           | 4                                                                           | 5                                                                           | 6                                                                           | 7                                                                           | 8                                                                           | 9                                                                           | 10                                                                          | 11                                                                          | 12                                                                          | 13                                                                          |                                                                             |
| --------------------------------------------------------------------------- | --------------------------------------------------------------------------- | --------------------------------------------------------------------------- | --------------------------------------------------------------------------- | --------------------------------------------------------------------------- | --------------------------------------------------------------------------- | --------------------------------------------------------------------------- | --------------------------------------------------------------------------- | --------------------------------------------------------------------------- | --------------------------------------------------------------------------- | --------------------------------------------------------------------------- | --------------------------------------------------------------------------- | --------------------------------------------------------------------------- | --------------------------------------------------------------------------- | --------------------------------------------------------------------------- |
| Nummer                                                                      | 28                                                                          | 15                                                                          | 8                                                                           | 4                                                                           | 1                                                                           | 1                                                                           | 1                                                                           | 2                                                                           | 4                                                                           | 11                                                                          | 21                                                                          | 25                                                                          | 40                                                                          | uit                                                                         |

### Nationale Hitparade
| "Crazy Little Thing Called Love" in de Nationale Hitparade binnen: 03-11-1979 | "Crazy Little Thing Called Love" in de Nationale Hitparade binnen: 03-11-1979 | "Crazy Little Thing Called Love" in de Nationale Hitparade binnen: 03-11-1979 | "Crazy Little Thing Called Love" in de Nationale Hitparade binnen: 03-11-1979 | "Crazy Little Thing Called Love" in de Nationale Hitparade binnen: 03-11-1979 | "Crazy Little Thing Called Love" in de Nationale Hitparade binnen: 03-11-1979 | "Crazy Little Thing Called Love" in de Nationale Hitparade binnen: 03-11-1979 | "Crazy Little Thing Called Love" in de Nationale Hitparade binnen: 03-11-1979 | "Crazy Little Thing Called Love" in de Nationale Hitparade binnen: 03-11-1979 | "Crazy Little Thing Called Love" in de Nationale Hitparade binnen: 03-11-1979 | "Crazy Little Thing Called Love" in de Nationale Hitparade binnen: 03-11-1979 | "Crazy Little Thing Called Love" in de Nationale Hitparade binnen: 03-11-1979 | "Crazy Little Thing Called Love" in de Nationale Hitparade binnen: 03-11-1979 | "Crazy Little Thing Called Love" in de Nationale Hitparade binnen: 03-11-1979 | "Crazy Little Thing Called Love" in de Nationale Hitparade binnen: 03-11-1979 |
| Week                                                                          | 1                                                                             | 2                                                                             | 3                                                                             | 4                                                                             | 5                                                                             | 6                                                                             | 7                                                                             | 8                                                                             | 9                                                                             | 10                                                                            | 11                                                                            | 12                                                                            | 13                                                                            |                                                                               |
| ----------------------------------------------------------------------------- | ----------------------------------------------------------------------------- | ----------------------------------------------------------------------------- | ----------------------------------------------------------------------------- | ----------------------------------------------------------------------------- | ----------------------------------------------------------------------------- | ----------------------------------------------------------------------------- | ----------------------------------------------------------------------------- | ----------------------------------------------------------------------------- | ----------------------------------------------------------------------------- | ----------------------------------------------------------------------------- | ----------------------------------------------------------------------------- | ----------------------------------------------------------------------------- | ----------------------------------------------------------------------------- | ----------------------------------------------------------------------------- |
| Nummer                                                                        | 36                                                                            | 3                                                                             | 1                                                                             | 1                                                                             | 2                                                                             | 2                                                                             | 2                                                                             | 3                                                                             | 12                                                                            | 12                                                                            | 14                                                                            | 27                                                                            | 46                                                                            | uit                                                                           |

### TROS Top 50
Hitnotering: 25-10-1979 t/m 24-01-1980. Hoogste notering: #1 (2 weken).

### TROS Europarade
Hitnotering: 18-11-1979 t/m 05-01-1980. Hoogste notering: #2 (3 weken). 

### NPO Radio 2 Top 2000
| Nummer met noteringen in de NPO Radio 2 Top 2000 | '00 | '01 | '02 | '03 | '04 | '05 | '06 | '07 | '08 | '09 | '10 | '11 | '12 | '13 | '14 | '15 | '16 | '17 | '18 | '19 | '20 | '21 | '22 | '23 | '24 |
| ------------------------------------------------ | --- | --- | --- | --- | --- | --- | --- | --- | --- | --- | --- | --- | --- | --- | --- | --- | --- | --- | --- | --- | --- | --- | --- | --- | --- |
| Crazy Little Thing Called Love                   | 463 | 602 | 601 | 529 | 458 | 479 | 582 | 720 | 565 | 639 | 727 | 460 | 525 | 575 | 727 | 665 | 639 | 686 | 364 | 385 | 447 | 469 | 518 | 524 | 725 |

1. ↑  Een vetgedrukt getal geeft de hoogste notering aan.
2. ↑  2000 was het eerste jaar met een notering voor dit nummer.